# Liste des lieux patrimoniaux de la municipalité régionale de Peel
Cet article recense les lieux patrimoniaux de la municipalité régionale de Peel inscrits au répertoire des lieux patrimoniaux du Canada, qu'ils soient de niveau provincial, fédéral ou municipal.
Mississauga est traité dans la liste des lieux patrimoniaux de Mississauga

## Liste
| [ 1 ] | Lieu patrimonial                                                     | Illustration                                                         | Municipalité | Adresse                   | Coordonnées      | No    | Constr. | Prot.                                    | Rec. | Notes |
| ----- | -------------------------------------------------------------------- | -------------------------------------------------------------------- | ------------ | ------------------------- | ---------------- | ----- | ------- | ---------------------------------------- | ---- | ----- |
| F     | Ancienne gare ferroviaire de Canadien National (VIA Rail/GO Transit) | Ancienne gare ferroviaire de Canadien National (VIA Rail/GO Transit) | Brampton     | 27 Church Street West     | 43.687 -79.765   | 4567  | 1907    | GFP                                      | 1992 |       |
| M     | Dominion Building                                                    | Dominion Building                                                    | Brampton     | 8, Queen Street East      | 43.6862 -79.7597 | 9743  | 1889    | Municipal Heritage Designation (Part IV) | 1979 |       |
| F     | Manège militaire                                                     | Téléverser                                                           | Brampton     |                           | 43.6869 -79.7578 | 9726  | 1915    | ÉFP reconnu                              | 1991 |       |
| M     | 16775 Centreville Creek Road                                         | Téléverser                                                           | Caledon      | 16775, Centreville Creek  | 43.8886 -79.8452 | 15445 |         | Municipal Heritage Designation (Part IV) | 1994 |       |
| M     | Alexander Smith Farm Complex                                         | Alexander Smith Farm Complex                                         | Caledon      | 14650, Heart Lake Road    | 43.7958 -79.8614 | 15523 |         | Municipal Heritage Designation (Part IV) | 2003 |       |
| M     | Alton Mechanics' Institute and Library                               | Téléverser                                                           | Caledon      | 1456, Queen Street West   | 43.8593 -80.0699 | 15525 |         | Municipal Heritage Designation (Part IV) | 1990 |       |
| M     | Alton Mill                                                           | Téléverser                                                           | Caledon      | 1402 Queen Street         | 43.85 -80.07     | 2088  | 1913    | Municipal Heritage Designation (Part IV) | 2004 |       |
| M     | Balsam Villa                                                         | Téléverser                                                           | Caledon      | 19179, Centreville Creek  | 43.9506 -79.93   | 15446 | 1887    | Municipal Heritage Designation (Part IV) | 1996 |       |
| M     | Caledon Agricultural Society Building                                | Caledon Agricultural Society Building                                | Caledon      | 18297, Hurontario         | 43.858 -79.9929  | 15468 |         | Municipal Heritage Designation (Part IV) | 1985 |       |
| M     | Cheltenham Store                                                     | Téléverser                                                           | Caledon      | 14386, Creditview         | 43.7519 -79.9212 | 15477 | 1887    | Municipal Heritage Designation (Part IV) | 1991 |       |
| M     | Claude Presbyterian Church                                           | Téléverser                                                           | Caledon      | 15175, Hurontario         | 43.7965 -79.9096 | 15470 | 1870    | Municipal Heritage Designation (Part IV) | 1992 |       |
| M     | Cunnington-Osborne Complex                                           | Téléverser                                                           | Caledon      | 5164, The Grange Sideroad | 43.8629 -79.8951 | 15157 | 1894    | Municipal Heritage Designation (Part IV) | 1994 |       |
| M     | Graham Mill                                                          | Graham Mill                                                          | Caledon      | 104, Maple                | 43.7939 -79.9257 | 15479 | 1871    | Municipal Heritage Designation (Part IV) | 2000 |       |
| M     | Greystone Farm                                                       | Téléverser                                                           | Caledon      | 396, King                 | 43.7214 -79.9326 | 15481 |         | Municipal Heritage Designation (Part IV) | 1980 |       |
| M     | Haines-Lyons House                                                   | Téléverser                                                           | Caledon      | 14318, Creditview         | 43.7504 -79.9193 | 15246 |         | Municipal Heritage Designation (Part IV) | 1996 |       |
| M     | Laurel Hill Cemetery                                                 | Laurel Hill Cemetery                                                 | Caledon      | 389, Centennial           | 43.8856 -79.7466 | 15482 | 1894    | Municipal Heritage Designation (Part IV) | 1988 |       |
| M     | Melville White Church and Cemetery                                   | Melville White Church and Cemetery                                   | Caledon      | 15962, Mississauga        | 43.7777 -79.9809 | 15540 | 1837    | Municipal Heritage Designation (Part IV) | 1998 |       |
| M     | Millcroft Inn                                                        | Téléverser                                                           | Caledon      | 55, John Street           | 43.8563 -80.0764 | 15530 | 1881    | Municipal Heritage Designation (Part IV) | 1991 |       |
| M     | Old Caledon Township Hall                                            | Old Caledon Township Hall                                            | Caledon      | 18365, Hurontario         | 43.8594 -79.9947 | 15541 |         | Municipal Heritage Designation (Part IV) | 1982 |       |
| M     | Patullo – McDiarmid Stone Fence                                      | Patullo – McDiarmid Stone Fence                                      | Caledon      | 1043, The Grange Sideroad | 43.7846 -79.9809 | 15340 |         | Municipal Heritage Designation (Part IV) | 1992 |       |
| M     | Robinson-Schafer House                                               | Téléverser                                                           | Caledon      | 15024, Hurontario         | 43.7935 -79.9056 | 15342 |         | Municipal Heritage Designation (Part IV) | 1989 |       |
| M     | Rosehill Schoolhouse                                                 | Rosehill Schoolhouse                                                 | Caledon      | 20386, Kennedy            | 43.9092 -80.0385 | 15670 | 1872    | Municipal Heritage Designation (Part IV) | 1980 |       |
| M     | Silver Creek Schoolhouse                                             | Téléverser                                                           | Caledon      | 16419, Kennedy            | 43.8305 -79.9317 | 15671 |         | Municipal Heritage Designation (Part IV) | 2006 |       |
| M     | St. Andrew's Presbyterian Church and Cemetery                        | Téléverser                                                           | Caledon      | 17621, St. Andrew's       | 43.8838 -79.9318 | 15672 | 1853    | Municipal Heritage Designation (Part IV) | 1983 |       |
| M     | Terra Cotta Community Hall                                           | Téléverser                                                           | Caledon      | 18, High                  | 43.7194 -79.9347 | 15373 | 1862    | Municipal Heritage Designation (Part IV) | 1992 |       |
| M     | True Blue Masonic Lodge No.98                                        | True Blue Masonic Lodge No.98                                        | Caledon      | 16, Nancy                 | 43.8781 -79.7378 | 15420 | 1876    | Municipal Heritage Designation (Part IV) | 2005 |       |
| M     | Ward-Dods-Millcroft House                                            | Téléverser                                                           | Caledon      | 55, John Street           | 43.8557 -80.0766 | 15533 |         | Municipal Heritage Designation (Part IV) | 1985 |       |
| M     | Wiggins-Armstrong House                                              | Téléverser                                                           | Caledon      | 15078, Kennedy            | 43.8043 -79.8963 | 15684 |         | Municipal Heritage Designation (Part IV) | 1985 |       |